# Orlî, Lîseanka
Orlî (în ucraineană Орли) este un sat în comuna Budîșce din raionul Lîseanka, regiunea Cerkasî, Ucraina.

## Demografie
Componența lingvistică a localității Orlî
     Ucraineană (99,35%)
     Alte limbi (0,32%)
Conform recensământului din 2001, majoritatea populației localității Orlî era vorbitoare de ucraineană (99,35%), existând în minoritate și vorbitori de alte limbi.